# Oenanthe longifoliolata
Oenanthe longifoliolata är en flockblommig växtart som beskrevs av Boris Konstantinovich Schischkin. Oenanthe longifoliolata ingår i släktet stäkror, och familjen flockblommiga växter. Inga underarter finns listade i Catalogue of Life.